# Hervé Léger Leroux
Hervé Léger Leroux (Bapaume, 1957 - 4 de outubro de 2017) foi um estilista francês. Leroux foi fundador da Hervé Léger e criador do vestido tipo bandagem - que fica colado ao corpo, valorizando as curvas femininas - utilizado por supermodelos nos anos 90 como Karen Mulder, Cindy Crawford e Eva Herzigova. 

## Biografia
Nasceu no norte França em Bapaume. Iniciou a carreira de  cabeleireiro em desfiles da Chloé e depois atuou como projetista para chapéus. Trabalhou para a Fendi e para a Chanel sendo contratado por Karl Lagerfeld. Quando tinha 28 anos fundou sua própria marca a Hervé Léger. 
Em 1998 sua marca foi adquirida pela BCBG Max Azria. Em 2000 fundou uma nova marca a Hervé L. Leroux vestindo Cate Blanchett, Penélope Cruz e Jessica Chastain. De 2004 a 2006 foi diretor criativo da Guy Laroche.